# جمهورية كوريا الخامسة
جمهورية كوريا الجنوبية الخامسة هي حكومة كوريا الجنوبية من مارس 1981 إلى ديسمبر 1987.
تأسست الجمهورية الخامسة في مارس 1981 من قبل تشون دو-هوان، والذي كان زميلًا عسكريًا منذ فترة طويلة للرئيس والديكتاتور بارك تشونغ-هي، في الفترة التي تلت عدم الاستقرار السياسي والحكم العسكري في الجمهورية الرابعة منذ اغتيال بارك في أكتوبر 1979. حُكمت الجمهورية الخامسة من قبل تشون وحزب العدالة الديمقراطية، وكانت كديكتاتورية فعلية ودولة ذات حزب واحد لإصلاح كوريا الجنوبية على نطاق واسع من أجل تحقيق الديمقراطية وإزالة نظام بارك الاستبدادي. واجهت الجمهورية الخامسة معارضة متزايدة من حركة التأسيس الديمقراطية في انتفاضة غوانغجو، وأسفرت حركة الديمقراطية في يونيو 1987 عن انتخاب روه تاي-وو في الانتخابات الرئاسية في ديسمبر 1987. حُلّت الجمهورية الخامسة بعد ثلاثة أيام من الانتخابات بعد تبنّي دستور جديد وضع الأسس لنظام ديمقراطي مستقر نسبيًا لجمهورية كوريا السادسة الحالية.

## التاريخ

### الخلفية
كان بارك تشونج-هي قائد كوريا الجنوبية منذ يوليو 1961، وكان ديكتاتورًا فعليًا وحافظ على سلطته شبه المطلقة بطرقٍ قانونية وغير قانونية. وصل بارك بالأصل إلى السلطة كرئيس للمجلس الأعلى للإعمار الوطني بعد شهرين من انقلاب 16 مايو (الذي قاده) مُطيحًا بجمهورية كوريا الثانية. أنشأ المجلس الأعلى حكومة عسكرية مؤقتة أعطت الأولوية للتنمية الاقتصادية لكوريا الجنوبية، لكنها واجهت ضغوطًا قوية من الولايات المتحدة لاستعادة الحكم المدني. في عام 1963، تخلى بارك عن منصبه العسكري ليستمر كمدني في الانتخابات الرئاسية في أكتوبر 1963، هازمًا الرئيس يون بوسون صاحب المنصب ليتولّى جمهورية كوريا الثالثة بعد شهرين في ديسمبر. بدت الجمهورية الثالثة على أنّها عودة الحكومة المدنية بموجب المجلس الوطني، ولكن في الواقع كانت استمرارًا لديكتاتورية بارك العسكرية وكانت الحكومة بالمعظم عبارة عن أعضاء من المجلس الأعلى. فاز بارك في إعادة الانتخابات الرئاسية عام 1967، وأقر المجلس الوطني تعديلًا دستوريًا سمح له بالحكم لولاية ثالثة، فاز بها أيضًا في الانتخابات الرئاسية عام 1971 ضد كيم داي جونغ. في ديسمبر 1971، أعلن بارك حالة الطوارئ. في 10 أوكتوبر 1972، أطلق بارك انقلابًا ذاتيًا عُرِف باستعادة أكتوبر وحل المجلس الوطني وعلّق الدستور، وأعلن العمل بالأحكام العرفية في جميع أنحاء البلاد. كُلِّف بارك بالعمل على وضع دستور جديد يُعرف باسم دستور يوشين، والذي أضفى الطابع الرسمي على سطاته الاستبدادية القائمة منذ فترة طويلة وكفله رئيسًا لمدى الحياة. في 21 نوفمبر 1973، تمت الموافقة على دستور يوشين في الاستفتاء الدستوري لكوريا الجنوبية عام 1972 بنسبة 92.3% من الأصوات ودخل حيز التنفيذ وحل الجمهورية الثالثة مؤسسًا لجمهورية كوريا الرابعة.

### التأسيس
تراجعت شعبية بارك في كوريا الجنوبية خلال سبعينيات القرن العشرين، إذ بدأ النمو الاقتصادي في الستينيات من القرن العشرين بالتباطؤ وأصبح الشعب أكثر انتقادًا لسلطته الاستبدادية. في 26 أكتوبر 1979، اغتيل بارك في منزل سرّي على يد كيم جاي غيو، مدير وكالة المخابرات المركزية الكورية (KCIA)، ما تسبب في اضطرابات سياسية في كوريا الجنوبية. كان خليفة بارك، تشوي كيو-ها، رئيسًا غير كفؤ تجاهلت النخبة السياسية سلطته بشكل كبير. في ديسمبر، أطاح الجنرال الكبير تشون دو-هوان، رئيس قيادة الأمن الدفاعي وزميل عسكري سابق لبارك، بحكومة تشوي في انقلاب في الثاني عشر من ديسمبر، وخلال الأشهر القليلة التالية سيطر على معظم الأجهزة الحكومية. في مايو 1980، أطلق تشون انقلاب السابع عشر من مايو لإنشاء دكتاتورية عسكرية تحت رعاية المجلس الوطني لإعادة التوحيد وأعلن الأحكام العرفية. قمع تشون بعنف الحركة الديمقراطية لانتفاضة غوانغجو اللاحقة ضد حكمه في غوانغجو، والتي مات خلالها 200-600 شخص. في أغسطس، استقال تشوي وانتُخب تشون رئيسًا في الانتخابات الرئاسية لعام 1980 من قبل المجلس الوطني إذ فاز بـ 99.37% من الأصوات دون معارضة. في أكتوبر، ألغى تشون جميع الأحزاب السياسية وأنشأ حزبه، حزب العدالة الديمقراطية، الذي كان في الواقع إعادة تسمية للحزب الجمهوري الديمقراطي لبارك الذي حكم كوريا الجنوبية منذ عام 1963. وبعد فترة قصيرة، سُنّ دستور جديد أقل استبدادية بكثير من دستور يوشين بارك، لكنّه بقي يعطي إلى حد ما صلاحيات واسعة للرئيس.
بدأت جمهورية كوريا الخامسة رسميًا في 3 مارس 1981، عندما تولّى تشون الرئاسة بعد إعادة انتخابه في الانتخابات الرئاسية في فبراير 1981.
شهدت الجمهورية الخامسة انتقال كوريا الجنوبية من دولة استبدادية تاريخيًا إلى دولة ديمقراطية. رغم أنّ تشون أزال تدريجيًا الهياكل الحكومية الاستبدادية التي أنشأها بارك، لكن رئاسته ابتلت بالغضب العام نتيجة ردة فعله على انتفاضة غونغجو في عام 1980. عززت عمليات القتل زخم الدعم للديمقراطية على مستوى البلاد، واحتج العديد من الناس لتحقيق الديمقراطية بشكل أسرع. أعاد تشون تنظيم الحكومة وأنشأ العديد من الوزارات الجديدة، ولكن بقيت كوريا الجنوبية دولة بحزب واحد بحكم الأمر الواقع في ظل وجود حزب العدالة الديمقراطية ولم تُجرَ الانتخابات المشروعة. في منتصف الثمانينيات من القرن العشرين، بدأ تشون بإطلاق سراح السجناء السياسيين الذين اعتُقلوا أثناء توليه السلطة. في عام 1985، أُسس حزب كوريا الجديدة والديمقراطية (NKDP) كخليفة للحزب الديمقراطي الجديد، وشمل قادة المعارضة البارزين كيم داي يونج وكيم يونغ سام، وبدأوا بحملة للتركيز على المزيد من الحقوق الديمقراطية. أصبح حزب كوريا الجديدة والديمقراطية معارضًا في المجلس الوطني بعد نجاح قوي في الانتخابات التشريعية في كوريا الجنوبية عام 1985، بنسبة أصوات أقل بـ 6% فقط من حزب العدالة الديمقراطية لتشون. أفادت التقارير أن النجاح الانتخابي الذي حققه حزب كوريا الجديدة والديمقراطية صدم وأثار غضب تشون. ومع ذلك، في عام 1986 واجه حزب كوريا الجديدة والديمقراطية صراعات أيديولوجية داخلية حول شدة معارضة تشون، وفي عام 1987 انقسمت مجموعة كيم يونغ سام لتشكيل حزب إعادة التوحيد الديمقراطي.

### حل الحزب
في يناير 1987، تسبب وفاة باك جونجشول في اندلاع حركة الديمقراطية وأثار احتجاجات واسعة النطاق. توفي باك، وهو طالب بجامعة سول الوطنية وناشط في حركة الديمقراطية، بعد اعتقاله في احتجاج وتعذيبه من قبل الشرطة. في يونيو عام 1987، تسبب موت لي هان-يو، وهو أحد المحتجين الذين قتلتهم الشرطة بقنبلة الغاز المسيل للدموع في إحدى المظاهرات التي تلت موت باك، في الضغط الشديد على تشون من قبل الحركة الديمقراطية. طالب المتظاهرون بإجراء انتخابات وبإجراء إصلاحات ديمقراطية أخرى أيضًا، بما في ذلك انتخابات رئاسية مباشرة. في 10 يونيو، أعلن تشون اختياره لروه تاي وو كرئيس جديد، ما قوبل باستياء المحتجين. وبالرغم من عدم رغبته في اللجوء إلى العنف قبل دورة الألعاب الأولمبية عام 1988 واعتقاده أن روه قد يفوز في الانتخابات الشرعية بسبب الانقسامات داخل المعارضة، وافق تشون وروه على المطالب الرئيسية لإجراء انتخابات رئاسية مباشرة واستعادة الحريات المدنية. في 16 ديسمبر 1987، فاز روه في الانتخابات الرئاسية لعام 1987 بنسبة 36.6% من الأصوات، وكانت أول انتخابات وطنية نزيهة في كوريا الجنوبية منذ عقدين. بعد ثلاثة أيام، في ديسمبر، بدأ العمل بدستور ليبرالي ديمقراطي جديد، مزيلًا الجمهورية الخامسة ومؤسسًا لجمهورية كوريا السادسة الحالية. أنهى تشون ولايته وسلم الرئاسة إلى روه في 25 فبراير 1988.
واجهت الجمهورية الخامسة صعوبات اقتصادية خلال النصف الأول من الثمانينيات من القرن العشرين، وأصبحت الديون الخارجية قضية رئيسية في أعقاب التطور الاقتصادي السريع في الستينيات والسبعينيات من القرن العشرين. ظهرت العديد من المشاكل مثل فضيحة لي-تشانج، أول فضيحة مالية لرئاسة تشون، وتفكك المجموعة الدولية، وهي تكتلات كورية كبرى. أثر انخفاض أسعار النفط وانخفاض قيمة الدولار الأمريكي وانخفاض أسعار الفائدة على اقتصاد البلاد.
بحلول منتصف الثمانينيات من القرن العشرين، تحسن الاقتصاد الكوري الجنوبي مع ازدهار صناعات التكنولوجيا المتقدمة مثل صناعة الإلكترونيات وأشباه الموصِلات. في عام 1986، بدأت شركة هيونداي موتورز في تصدير طرازي بوني وإكسيل إلى الولايات المتحدة، وهي أول إشارة إلى أن كوريا الجنوبية تتنافس مع الدول المتقدمة في صناعة السيارات. نما الناتج القومي الإجمالي بسرعة بفضل الصادرات وبقي معدل النمو السنوي حوالي 10%. في عام 1987، تجاوز نصيب الفرد من الناتج القومي الإجمالي 3,000 دولار. كانت بداية البث التلفزيوني الملون في عام 1980 علامة على النمو الاقتصادي.
بقي الاقتصاد الكوري الجنوبي مُهيمنًا عليه من قبل التكتلات المملوكة للعائلة المعروفة باسم تشايبولز، وتزايد نفوذها خلال الجمهورية الخامسة. ارتفعت حصة أكبر 10 تكتلات في الناتج القومي الإجمالي من 33% في عام 1979 إلى 54% في عام 1989، بينما زاد عدد الشركات التابعة في أكبر 30 تكتل من 126 شركة عام 1970 إلى 429 شركة عام 1979 و513 شركة عام 1989. شهد تحرير الواردات زيادة في تدفق المنتجات الزراعية والماشية. على الرغم من أنّ سياسات الحكومة توفر بيئة مواتية للشركات الكبيرة، تضرر الاقتصاد الريفي بشدة بسبب استيراد المنتجات الزراعية الأجنبية الرخيصة. انخفض معدل الاكتفاء الذاتي من الحبوب من 86% في عام 1970 إلى 48.4% في عام 1985. ولذلك احتلت المنتجات الزراعية والماشية الأجنبية جزءًا كبيرًا من المواد الغذائية المستهلكة لدى الشعب الكوري الجنوبي. في الوقت الذي نمت فيه المناطق الحضرية في الثروة والحجم، انخفض بالمقابل عدد سكان الريف بسرعة وهاجر العديد من الفلاحين من الريف إلى المدن. كان المهاجرون الريفيون يعيشون كأكثر فئة فقيرة في المجتمع الحضري، مشاركين في أعمال صناعية أو خدمات وأحيانًا بنشاطات غير قانونية.